# Julius Saaristo
Juho Julius Saaristo (født 21. juli 1891, død 12. oktober 1969) var en finsk ingeniør og atlet, som deltog i to olympiske lege i begyndelsen af 1900-tallet.

## Sportskarriere
Saaristo var finsk mester i spydkast 1910, 1911 og 1919, og han satte verdensrekord i disciplinen i kort før OL 1912 med 61,45 m. Han var derfor blandt favoritterne deltog denne disciplin ved OL 1912 i Stockholm sammen med blandt andet svenske Eric Lemming. Efter at Saaristo satte olympisk rekord i indledende runde med 55,37 m, forbedrede Lemming denne rekord til 57,42 m, og disse to samt ungareren Miklós Kovács med 54,99 m kvalificerede sig til finalen, hvor medaljerne skulle fordeles. I finalen kastede Saaristo 56,21 m i første forsøg, mens Lemming forbedrede sin olympiske rekord til 60,64 m; Saaristo kastede i sidste forsøg 58,66 m, og dermed var det afgjort, at Lemming fik guld, Saaristo sølv og Kovács med 55,50 m bronze.
Ved legene blev der også afholdt en udgave, hvor der blev kastet med begge hænder (denne disciplin blev kun afholdt ved dette OL), og her kastede Saaristo 109,42 m, bedst af alle i kvalifikationsrunden. Planen var, at de tre bedste skulle kaste igen i en finale, men da de tre bedste alle var fra Finland, blev de enige om at lade resultatet fra indledende runde gælde, og det blev godkendt. Dermed blev Saaristo olympisk mester, mens Väinö Siikaniemi fik sølv med 101,13 m og Urho Peltonen bronze med 100,24 m.
Saaristo deltog også ved OL 1920 i Antwerpen i spydkast, men skønt finnerne var altdominerene, måtte han nøjes med fjerdepladsen med 62,395 m efter tre landsmænd.
OL-resultatet fra 1920 var hans personlige rekord.

## Øvrige karriere
Saaristo studerede ingeniørvidenskab ved finske og tyske tekniske skoler. I 1915, under første verdenskrig meldte han sig på tysk side og kom til at kæmpe i en infanterienhed, der primært bestod af finske frivillige. I begyndelsen af 1918 drog han hjem til Finland og blev her involveret i borgerkrigen, der udspillede sig her. Efter landets selvstændighed fortsatte han som kommandør i den finske hær, og i 1930'erne var han en del af den finske grænsevagt, inden han blev kommandør over et pionérkompagni i vinterkrigen. I fortsættelseskrigen var han kommandør over en ingeniørbataljon og senere over en krigsfangelejr. Efter afslutningen af krigen trak han sig tilbage fra aktiv tjeneste.